# Dobrogeni, Odesa
Dobrogeni (în ucraineană Доброжанове, transliterat: Dobrojanove) este un sat în comuna Vîhoda din raionul Odesa, regiunea Odesa, Ucraina.

## Demografie
Componența lingvistică a localității Dobrogeni
     Ucraineană (75,81%)
     Rusă (16,13%)
     Belarusă (1,61%)
Conform recensământului din 2001, majoritatea populației localității Dobrogeni era vorbitoare de ucraineană (75,81%), existând în minoritate și vorbitori de rusă (16,13%), armeană (3,23%) și belarusă (1,61%).